# 索奈 (安德尔-卢瓦尔省)
索奈（法語：Saunay，法語發音：[sonɛ]）是法国安德尔-卢瓦尔省的一个市镇，位于该省北部，属于图尔区。

## 地理
索奈（47°36'14"N, 0°58'21"E）面积25.98 平方千米，位于法国中央-卢瓦尔河谷大区安德尔-卢瓦尔省，该省份为法国中西部省份，北起萨尔特省、东北接卢瓦-谢尔省，东南接安德尔省，南至维埃纳省，西临曼恩-卢瓦尔省。
与索奈接壤的市镇（或旧市镇、城区）包括：圣西尔迪戈、图赖讷地区欧祖埃尔、雷诺堡、莫朗、布雷讷河畔讷维尔、维勒绍沃、维勒波尔谢。

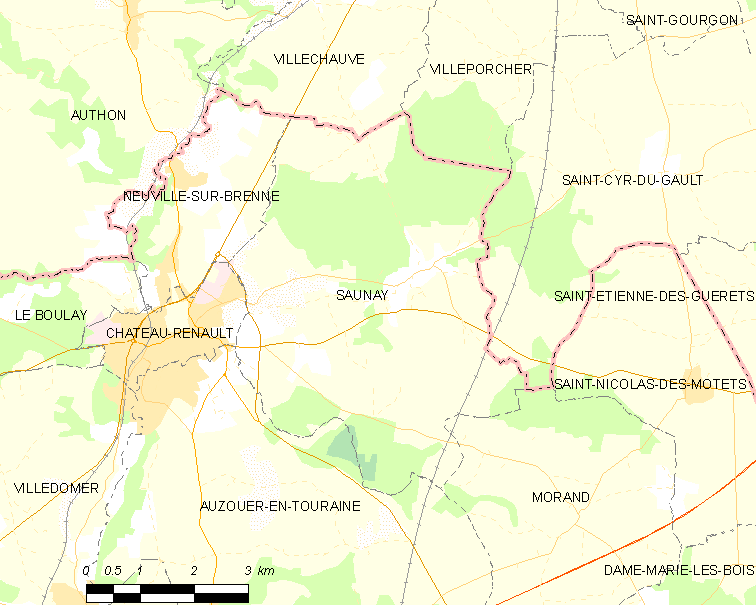
的OSM定位图

索奈的时区为UTC+01:00、UTC+02:00（夏令时）。

## 行政
索奈的邮政编码为37110，INSEE市镇编码为37240。

## 政治
索奈所属的省级选区为雷诺堡县。

## 人口

1962-2008年间人口变化图示

索奈于2022年1月1日时的人口数量为643人。